# Lisa McCune

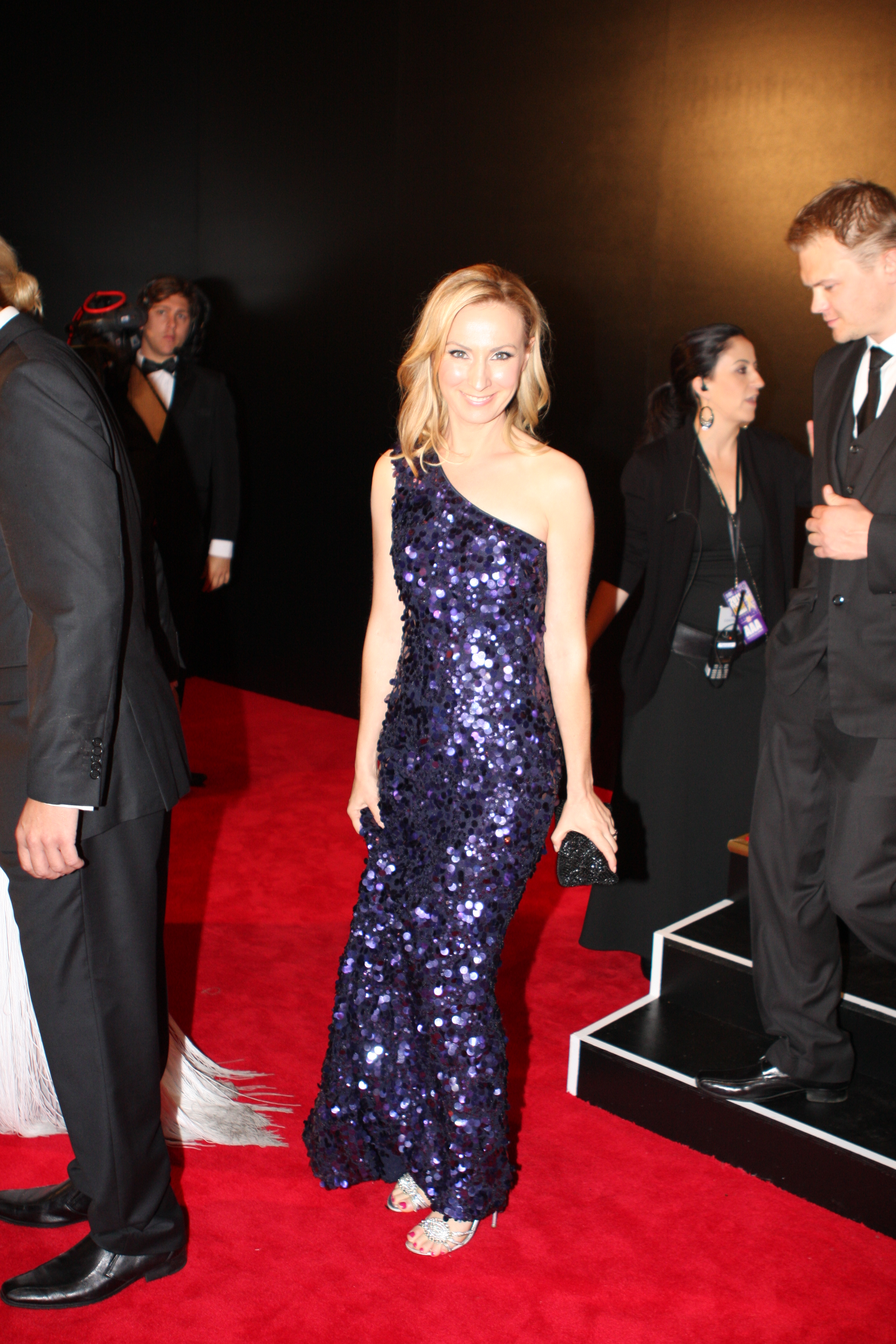
Lisa McCune

Lisa McCune (* 19. Februar 1971 in Sydney, New South Wales) ist eine australische Schauspielerin.

## Leben
Lisa McCune wurde am 19. Februar 1971 als Tochter von Elise und Malcolm in Sydney geboren. Sie wuchs in Perth auf und hat einen jüngeren Bruder namens Brett. Am 18. Februar 2000 heiratete sie Tim Disney, den sie am Set von Blue Heelers kennenlernte. Sie haben drei Kinder, Archer James (geboren 2001), Oliver Timothy (geboren 2003) und Remy Elise (geboren 2005).
In Deutschland wurde Lisa McCune durch ihre Rolle als Lieutenant Kate McGregor in der Fernsehserie Sea Patrol bekannt. 2012 spielte sie in der Fernsehserie Reef Doctors – Die Inselklinik die Rolle der Dr. Sam Stewart. Zudem fungierte sie zusammen mit Jonathan M. Shiff als Produzentin der Serie.  Reef Doctors wurde auch seit dem 27. Juni 2015 im Nachmittagsprogramm des ZDF ausgestrahlt, welches die Serie auch co-produziert hat, welche wegen schlechter Quoten jedoch nach 13 Folgen eingestellt wurde.

## Filmografie (Auswahl)
- 1991: Turn It Up (Fernsehfilm)
- 1993: Die fliegenden Ärzte (R.F.D.S., Fernsehserie, eine Folge)
- 1993: Body Melt
- 1994–2004: Blue Heelers (Fernsehserie, 250 Folgen)
- 1996: The Inner Sanctuary
- 2000: The Potato Factory (Mini-Serie)
- 2002: Marshall Law (Fernsehserie, 17 Folgen)
- 2005: Hell Has Harbour Views (Fernsehfilm)
- 2005: Little Fish
- 2005: MDA (Fernsehserie, vier Folgen)
- 2006: Two Twisted (Fernsehserie, eine Folge)
- 2006: Tripping Over (Fernsehserie, vier Folgen)
- 2007: One of the Lucky Ones (Fernsehfilm)
- 2007–2011: Sea Patrol (Fernsehserie, 68 Folgen)
- 2010: Rake (Fernsehserie, eine Folge)
- 2011: Blood Brothers (Fernsehfilm)
- 2013: Reef Doctors – Die Inselklinik (Reef Doctors, Fernsehserie, 13 Folgen)
- 2014: Der kleine Tod. Eine Komödie über Sex (The Little Death)

## Auszeichnungen (Auswahl)
- 1995: Auszeichnung: Logie als beliebtestes „New Talent“ (Blue Heelers)
- 1996, 1997, 1998, 1999, 2000: Auszeichnung: Silver Logie als beliebteste Schauspielerin (Blue Heelers)
- 1997, 1998, 1999, 2000: Auszeichnung: Gold Logie (Blue Heelers)
- 2006: Nominierung: Silver Logie als herausragendste Schauspielerin (Hell Has Harbour Views)
- 2008: Nominierung: Gold Logie und Silver Logie als beliebteste Schauspielerin (Sea Patrol)